# Borgerligt namn
Ett borgerligt namn är det personnamn som en fysisk person bär enligt myndigheters register, till skillnad från artistnamn, pseudonym eller liknande. Personnamn regleras av namnlagen.